# بخش کوپال
بخش کوپال (به انگلیسی: Koppal district) یک منطقهٔ مسکونی در هند است که در بخش گولبرگا واقع شده‌است. بخش کوپال ۷٬۱۹۰ کیلومتر مربع مساحت و ۱٬۳۸۹٬۹۲۰ نفر جمعیت دارد.